# Charles-Édouard Dorion
Pour les articles homonymes, voir Dorion.
Charles-Édouard Dorion (7 novembre 1860, Québec, Canada-Est, Province du Canada - 4 mars 1946, Québec, Québec, Canada), est un avocat, enseignant et juge québécois.
Il est bâtonnier du Québec de 1909 à 1910.

## Origine et formation
Charles-Édouard Dorion est le fils de Louis-Eugène Dorion, agent d'assurance et trésorier de la Ville de Québec, et d'Adèle Gingras,,. Louis-Eugène Dorion a pour frères, et donc les oncles de Charles-Édouard, Antoine-Aimé Dorion, 10e Premier ministre du Canada-Est et juge en chef du Québec de 1874 à 1891, et Jean-Baptiste-Éric Dorion, journaliste, homme politique et cofondateur de l'Institut canadien de Montréal,,. Il est baptisé le 17 novembre 1860 à la basilique-cathédrale Notre-Dame de Québec au sein de l'église catholique romaine, avec Édouard Gingras et Éliza Hough Gingras comme parrain et marraine et Henri-Raymond Casgrain comme célébrant.
Charles-Édouard Dorion entame ses études au Petit séminaire de Québec, et s'inscrit par la suite à l'Université Laval où il étudie le droit,. Il a notamment étudié en même temps qu'Alphonse Bernier et Arthur Delisle. En 1884, il obtient sa licence en droit et, le 18 juillet de la même année, est admis au Barreau du Québec,. En 1894, Charles-Édouard Dorion obtient un doctorat en droit auprès de la même université.

## Carrière professionnelle
Charles-Édouard Dorion entame sa pratique du droit en allant travailler, autour de 1884, au sein de l'étude de Charles Fitzpatrick, poids lourd du droit québécois et canadien. Par la suite, de 1887 à 1894, il est associé à Joseph-Édouard Bédard et François-Gilbert Miville-Dechêne. À la suite de ce partenariat, il entre en brève association avec Wilbrod-James Miller avant de tenter sa chance en solo en 1900. Entre 1900 et 1910, il forme un cabinet d'avocats avec Aimé Marchand qui durera pendant cinq années.
En 1889, Charles-Édouard Dorion est employé par l'Université Laval, son alma mater, et y enseigne le droit civil, bien qu'il soit incertain à quel moment il a pris sa retraite de l'enseignement,.
Il est créé conseiller du roi en 1903. En 1909, il est élu bâtonnier du Barreau de Québec. La même année, en mai, Charles-Édouard Dorion devient le bâtonnier du Québec pour le bâtonnat de 1909-1910.
De 1921 à 1928, il est le doyen de la faculté de droit de l'Université Laval. Le prédécesseur de Dorion à ce poste est Edmund James Flynn, ancien premier ministre du Québec, qui l'a été de 1915 à 1921. En 1928, Charles-Édouard Dorion propose un changement au curiculum de la faculté, et souhaite que soit rajouté au parcours des étudiants un cours de discipline professionnelle afin d'inculquer aux étudiants « un profond sentiment de justice » pour ainsi éviter de compromettre « le corps tout entier ». À son retrait de la vie académique, le poste de doyen est revenu à Ferdinand Roy.
Entre 1920 et 1935, Charles-Édouard Dorion donne plusieurs conférences de façons sporadiques sur des sujets tels le syndicalisme, la famille, la propriété, la justice et l'autorité pour le compte des Semaines sociales du Canada, des colloques culturels organisés par l'Église catholique au Canada,.

## Haute magistrature
En mai 1911, Charles-Édouard Dorion est nommé en tant que juge à la Cour supérieure du Québec pour le district judiciaire de Québec. Il y siège jusqu'en 1920.

Le 26 juillet 1920, Charles-Édouard Dorion obtient le poste de juge puîné à la Cour du banc du roi, le plus haut tribunal québécois,,,. Il reste juge jusqu'à sa retraite en janvier 1940. 

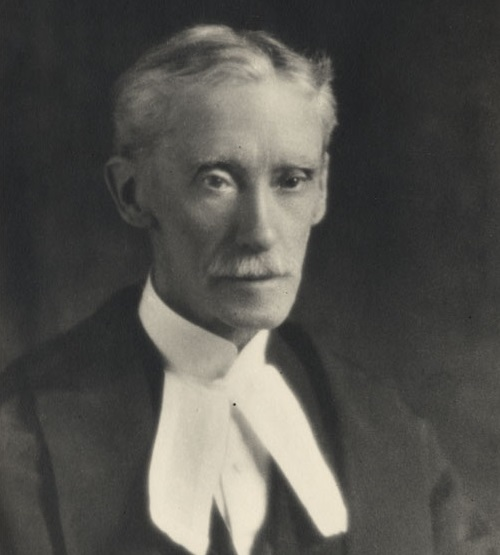
Charles-Édouard Dorion ca. 1935.

### Commission des droits civils de la femme
En 1929, le gouvernement Taschereau mandate Charles-Édouard Dorion de présider une commission d'enquête concernant les droits civils des femmes. Cette commission d'enquête sera davantage connue sous le nom de Commission Dorion. La commission est composée de quatre hommes : Charles-Édouard Dorion à la présidence, Ferdinand Roy comme rapporteur et Victor Morin et Joseph Sirois, deux notaires,. La commission tient une audience publique à Montréal et une autre à Québec et reçoit de nombreuses recommendations écrites. La commission a produit trois rapports, dont le dernier a été remis au gouvernement de Louis-Alexandre Taschereau le 15 janvier 1931. La commission a entre autres permis aux femmes de toucher le produit de leur labeur et d'agir à titre de témoins à la signature d'un testament. L'âge légal du mariage a aussi monté à 14 ans pour les filles et 16 ans pour les garçons.
Très catholique, Charles-Édouard Dorion était cependant contre l'émancipation complète des femmes. En 1929, Charles-Édouard Dorion écrit : « Les communautés religieuses réalisent l’ordre social le plus parfait, par l’obéissance la plus parfaite, l’obéissance volontaire. [...] C’est une partie des citoyens dont la Cité et la police d’ordre n’ont pas à s’occuper. C’est une partie de la Cité qui se gouverne sansfrais et qui s’emploie à créer de l’ordre autour d’elle par l’Exemple et par l’éducation, et par l’Aide qu’elle apporte aux autres spontanément. »

Le 11 mars 1931, la Loi modifiant le Code civil et le Code de procédure civile relativement aux droits de la femme entre en vigueur au Québec,,.
- Les trois rapports de la Commission des droits civils de la femme (textes complets)
- Premier Rapport des Commissaires
- Deuxième Rapport des Commissaires
- Troisième Rapport des Commissaires

## Vie privée et décès
Le 13 septembre 1887, Charles-Édouard Dorion, 26 ans, épouse Malvina Paré, 17 ans, à l'hôpital général de Québec,,. Cinq enfants sont connus du couple : Gabrielle, Mariette, Charles-Édouard, Robert et Marguerite. Charles-Édouard deviendra avocat comme son père et Robert, un ingénieur. Il est pour l'heure impossible de le savoir avec certitude, mais Malvina Paré est probablement décédée en 1908. Charles-Édouard Dorion se remarie le 7 février 1910 à Blanche Noël, 37 ans, qui décède le 19 novembre 1927. Charles-Édouard Dorion se remarie une dernière fois, cette fois avec Eugénie Dorion, 31 ans, sa cousine germaine, le 28 mars 1932.
Charles-Édouard Dorion est décédé dans la ville qui l'a vue naître le 4 mars 1946, à l'âge de 85 ans, dans sa résidence du 43, rue d'Auteuil. Les funérailles se sont déroulées à la basilique Notre-Dame de Québec. À la suite du décès du juge Dorion, Eugénie Dorion se remarie le 24 juin 1952 avec Henri Gagnon, l'organiste de la même basilique.

## Hommages et distinctions

### Titre honorifique
- Conseiller de la reine[8]

### Titre de civilité
- Monsieur le bâtonnier[10]

## Ouvrages
- Charles-Édouard Dorion, De l'admissibilité de la preuve par témoins en droit civil - Thèse de doctorat, Québec, Canada, Whiteford and Théoret, 1894, 159 pages.
- Charles-Édouard Dorion, L'enseignement obligatoire [microforme] : conférence donnée à l'Université Laval, le 10 février 1919, Québec, Canada, Éditions de l'Action sociale catholique, 1919, 29 pages.
- Charles-Édouard Dorion, Les Communautés religieuses et la cité, Québec, Canada, École sociale populaire de Montréal, 1929, 32 pages.
- Charles-Édouard Dorion, L'État et le mariage, Québec, Canada, École sociale populaire de Montréal, 1931, 64 pages.

#### Droit
- Avocat, Juriste
- Droit au Québec, Droit civil
- Histoire du droit au Québec, XIXe siècle en droit au Québec, XXe siècle en droit au Québec
- Système judiciaire du Québec, Loi du Québec
- Barreau du Québec, Bâtonnier du Québec
- Barreau de Québec, Districts judiciaires du Québec
- Code civil du Bas-Canada, Code criminel du Canada